# Sadlinki (gemeente)
De gemeente Sadlinki is een landgemeente in het Poolse woiwodschap Pommeren, in powiat Kwidzyński.
De zetel van de gemeente is in Sadlinki.
Op 30 juni 2004 telde de gemeente 5491 inwoners.

## Plaatsen
De gemeente bestaat uit 13 administratieve plaatsen solectwo: Białki, Bronisławowo, Glina, Grabowo, Kaniczki, Karpiny, Nebrowo Małe, Nebrowo Wielkie, Okrągła Łąka, Olszanica, Rusinowo, Sadlinki, Wiśliny

## Oppervlakte gegevens
In 2002 bedroeg de totale oppervlakte van gemeente Sadlinki 112,19 km², waarvan:
- agrarisch gebied: 54%
- bossen: 32%

De gemeente beslaat 13,44% van de totale oppervlakte van de powiat.

## Demografie
Stand op 30 juni 2004:
| Omschrijving                   | Totaal | Totaal | Vrouwen | Vrouwen | Mannen | Mannen |
| ------------------------------ | ------ | ------ | ------- | ------- | ------ | ------ |
| eenheid                        | aantal | %      | aantal  | %       | aantal | %      |
| inwoners                       | 5491   | 100    | 2788    | 50,8    | 2703   | 49,2   |
| bevolkingsdichtheid (inw./km²) | 48,9   | 48,9   | 24,9    | 24,9    | 24,1   | 24,1   |

In 2002 bedroeg het gemiddelde inkomen per inwoner 1506,65 zł.

## Aangrenzende gemeenten
Gardeja, Gniew, Kwidzyn, Kwidzyn, Nowe, Rogóźno